# 1855
- Wikisource

| Calendário gregoriano                                                        | 1855 MDCCCLV                         |
| Ab urbe condita                                                              | 2608                                 |
| Calendário arménio                                                           | 1304 – 1305                          |
| Calendário bahá'í                                                            | 11 – 12                              |
| Calendário budista                                                           | 2399                                 |
| Calendário chinês                                                            | 4551 – 4552 Início a 17 de fevereiro |
| Calendário copta                                                             | 1571 – 1572                          |
| Calendário etíope                                                            | 1847 – 1848                          |
| Calendários hindus - Vikram Samvat - Calendário nacional indiano - Cáli Iuga | 1910 – 1911 1776 – 1777 4955 – 4956  |
| Calendário Holoceno                                                          | 11855                                |
| Calendário islâmico                                                          | 1272 – 1273                          |
| Calendário judaico                                                           | 5615 – 5616                          |
| Calendário persa                                                             | 1233 – 1234 Início a 21 de março     |
| Calendário rúnico                                                            | 2105                                 |
| Calendário solar tailandês                                                   | 2398                                 |

1855 (MDCCCLV, na numeração romana) foi um ano comum do século XIX do Calendário Gregoriano, da Era de Cristo, e a sua letra dominical foi G (52 semanas), teve início numa segunda-feira e terminou também numa segunda-feira.
| Ano completo                         |
| ------------------------------------ |
| Ano comum com início à segunda-feira |

## Eventos
- Criação do concelho português de Vila Verde.
- Ponta Grossa, Brasil, foi elevada à categoria de Município, desmembrando-se de Castro.
- Jaguarão foi elevada à categoria de Município.
- Batalha de Sebastopol, parte da Guerra da Crimeia, opondo a França e Inglaterra à Rússia
- Fundação da Império do Espírito Santo do Pico da Urze, São Pedro de Angra.
- Assinatura do contrato para o lançamento do primeiro cabo submarino que ligaria Lisboa, os Açores e os Estados Unidos
- Em Pernambuco, iniciou-se a construção da Estrada de Ferro Recife-São Francisco, usada para transportar géneros agrícolas.
- Construção da Ermida de Nossa Senhora do Livramento do Loural a mando do então padre João Silveira de Carvalho, em 1884 é elevada a curato.[1][2]
- Assinatura do contrato entre o Império do Brasil e o engenheiro inglês Edward Price para a construção da primeira ferrovia brasileira, a Cia. de Estrara de Ferro D. Pedro II.
- A epidemia de cólera morbus que assolava a Europa atingiu Portugal.[3]

## Março
- 2 de março - Na Rússia, o Czar Alexandre II sobe ao trono após a morte do seu pai, o Czar Nicolau I.
- 17 de março - A capital da Província de Sergipe do Império do Brasil é transferida de São Cristovão para Aracaju.

## Junho
- 15 de junho - Fundação do município de Tefé, no atual estado do Amazonas.

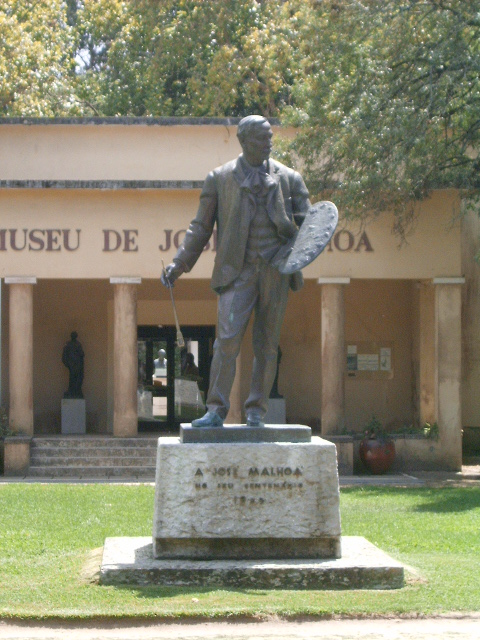
Estátua de José Malhoa, frente ao Museu de Caldas da Rainha.

## Outubro
- 24 de Outubro, Vila do Topo deixa de ser concelho e é inserida no concelho da Calheta com efeitos a partir de 1 de Abril de 1870.

### Carnaval
- O Congresso das Sumidades Carnavalescas desfila pela primeira vez nas ruas do Rio de Janeiro, tornando-se o precursor das Sociedades Carnavalescas.
- Fundada, no Rio de Janeiro a Euterpe Comercial, que, mais tarde mudaria seu nome para Sociedade Carnavalesca Tenentes do Diabo.

## Nascimentos
- 21 de Janeiro - John Browning, desenhador de armas norte-americano (m. 1926).
- 13 de fevereiro - Paul Deschanel, presidente da França em 1920 (m. 1922).
- 13 de Fevereiro - José Hipólito Vaz Raposo, advogado, escritor, historiador e político monárquico, português (m. 1953).
- 14 de Fevereiro
  - João Franco, estadista português (m. 1929).
  - Vsevolod Garshin, escritor russo (m. 1888).
- 23 de Abril - Marco Fidel Suárez, Presidente da República da Colômbia de 1918 a 1921 (m. 1927)
- 28 de abril - José Vital Branco Malhoa, em Caldas da Rainha, pintor, desenhista e professor português (m. 1933).
- 12 de Maio - Hermes da Fonseca, Presidente do Brasil (m. 1923).
- 2 de Junho - Francisco Marcelino de Sousa Aguiar, prefeito do Distrito Federal (m. 1935).
- 7 de Julho - Artur de Azevedo, dramaturgo, poeta, contista e jornalista brasileiro (m. 1908)
- 26 de Julho - Ferdinand Toennies, sociólogo alemão (m. 1936).
- 23 de Setembro - Abel Botelho, escritor e diplomata português (m. 1917).
- 7 de dezembro — Alfredo Elviro dos Santos, sacerdote português (m. 1936).
- 31 de Dezembro - Giovanni Pascoli, escritor e poeta italiano (m. 1912).

## Mortes
- 2 de março - Czar Nicolau I da Rússia (n. 1796).
- 31 de março - Charlotte Brontë, escritora e poetisa inglesa (n. 1816)
- 6 de Outubro - August Leopold Crelle, matemático alemão (n. 1780).
- 11 de Novembro - Søren Kierkegaard, filósofo dinamarquês (n. 1813).
- 23 de Fevereiro - Carl Friedrich Gauss, matemático, astrónomo e físico (n. 1777).
- Guglielmo Pepe - general napolitano (n. 1783).

## Por tema
- 1855 na arte
- 1855 no Brasil
- 1855 na ciência
- 1855 no cinema
- 1855 na literatura
- 1855 na música